# Prionopelta opaca
Prionopelta opaca es una especie de hormiga del género Prionopelta, familia Formicidae. Fue descrita científicamente por Emery en 1897.
Se distribuye por Paraguay, Indonesia, Australia, Micronesia, Palaos, Papúa Nueva Guinea e Islas Salomón. Se ha encontrado a elevaciones de hasta 1219 metros. Vive en microhábitats como rocas y la hojarasca.